# 昔蘭尼的阿瑞忒
昔蘭尼的阿瑞忒是古希臘昔蘭尼學派哲學家，阿瑞斯提普斯之女，師從其父的哲學，並在其父去世後成爲昔蘭尼學派掌門。學徒除她的兒子小阿瑞斯提普斯以外，還包括安尼刻里斯、無神論者西奧多羅斯等。關於其具體哲學思想現已無從考證。

## 引用
1. ↑  Nathan J. Barnes. . Wipf and Stock Publishers. 2014: 99–100. ISBN 9781620325728.